# Škocjan (gmina Škocjan)
Škocjan – wieś w Słowenii, siedziba gminy Škocjan. W 2018 roku liczyła 233 mieszkańców.